# George Onslow

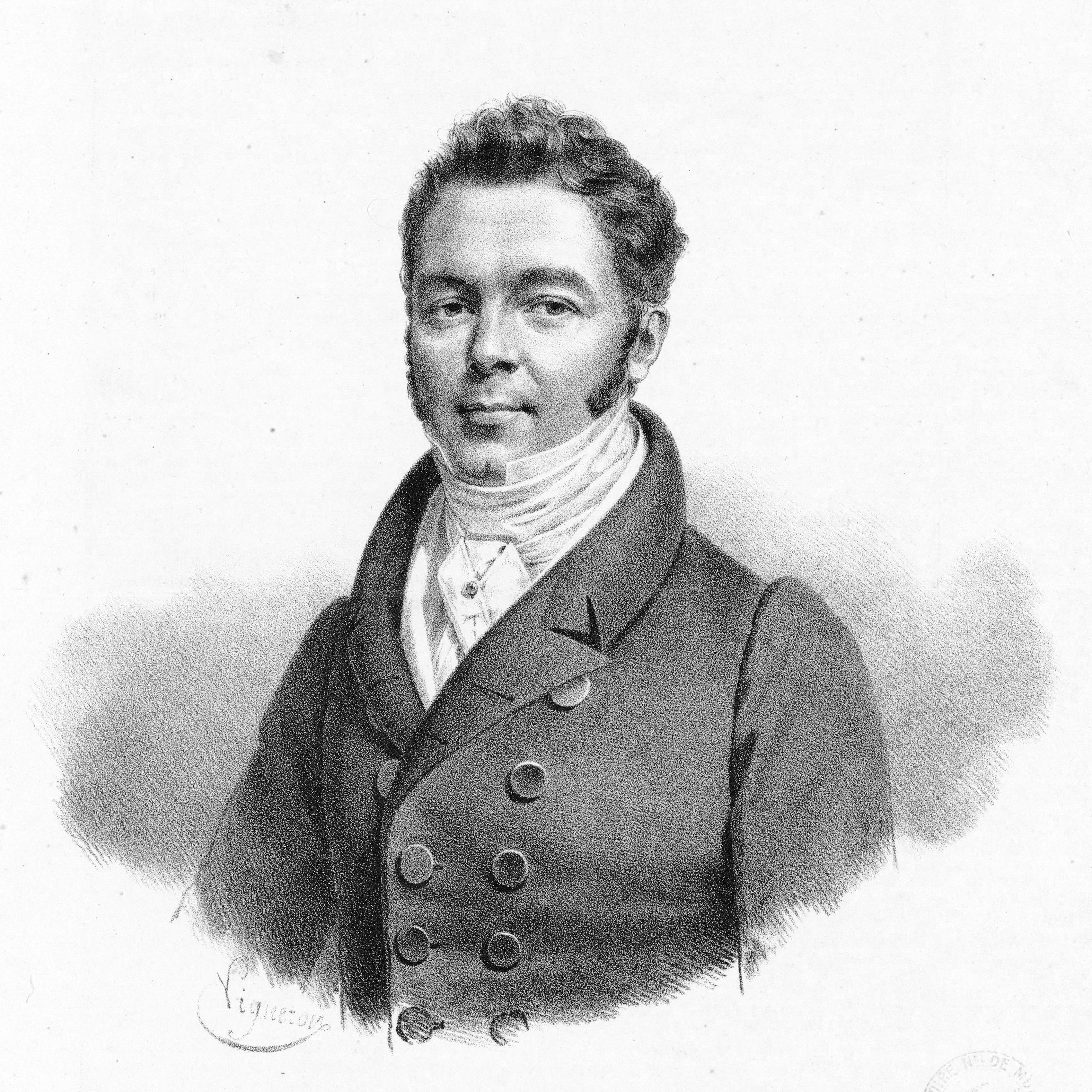
George Onslow

André George Louis Onslow (* 27. Juli 1784 in Clermont-Ferrand; † 3. Oktober 1853 ebenda) war ein französischer Komponist. Sein Vorname wird oft auch als Georges angegeben; korrekt ist jedoch George. Er gilt als wichtigster Instrumentalkomponist seiner Generation in Frankreich.

## Leben
George Onslow war der Sohn des englischen Adligen Edward Onslow, der 1780 ins britische Parlament gewählt worden war, aufgrund eines Skandals jedoch nach Frankreich auswanderte und Marie-Rosalie de Bourdeille de Brantome, eine französische Adlige aus der Auvergne, heiratete. George, das erste Kind des Paares, wuchs in wohlbehüteter Umgebung und materiellem Wohlstand auf und erhielt eine dem Adelsstand angemessene Erziehung, zu der auch Klavierunterricht gehörte.
Wegen der Französischen Revolution ging sein Vater ins Exil nach Hamburg, wohin er von George begleitet wurde, der die Gelegenheit nutzte, von 1799 bis 1800 bei dem berühmten Komponisten Johann Ladislaus Dussek zu studieren. Zwar durften Edward und George Onslow 1800 in die Auvergne zurückkehren, doch zog George es vor, nach London zu gehen, wo er Unterricht bei Johann Baptist Cramer nahm. In dieser Zeit entstanden erste Kompositionen, darunter eine Klaviersonate und Klaviertrios. Außerdem erlernte Onslow das Cellospiel. 1808 erhielt er letzte Unterweisungen in Kompositionstechnik bei Anton Reicha in Paris, wohin er übergesiedelt war.
In der Folge erwarb sich Onslow schnell den Ruf eines hervorragenden Komponisten und Kammermusikers. Da er mit seinen vorrangig kammermusikalischen Kompositionen kein großes Publikum um sich scharen konnte, begann Onslow sich 1824 mit der im damaligen Frankreich populärsten Musikform, der Oper, auseinanderzusetzen und komponierte L’Alcade de la Véga (ein erstes Frühwerk, die Oper Les deux Oncles (1806), war unveröffentlicht geblieben). Drei Jahre später folgte die Oper Le Colporteur, deren Aufführung den nur mäßigen Erfolg der ersten übertraf. Allerdings blieb Onslows Hauptschaffensgebiet die Kammermusik, die satztechnisch auch die bald entstehenden Symphonien des Komponisten beeinflusste. Die dritte Symphonie (1833/34) beispielsweise ist eine Bearbeitung des 1826 entstandenen Streichquintetts op. 32. Mit seinen Symphonien und seiner Kammermusik konnte der Komponist besonders in Deutschland viele Anhänger für sich gewinnen, doch auch in seiner Heimat galt er bald als der „französische Beethoven“. 1842 wurde er als Nachfolger Luigi Cherubinis in die Académie des Beaux-Arts gewählt.
Bei einem Jagdunfall im Jahre 1829 wurde Onslow durch eine Gewehrkugel an einem Ohr verletzt, das dadurch ertaubte (die Kugel blieb inoperabel zeitlebens in seinem Hals stecken). Seit diesem Zeitpunkt hielt er sich verstärkt auf seinem Landsitz in der Auvergne auf und besuchte die Hauptstadt nur noch, um an Sitzungen der Académie teilzunehmen oder neue Kompositionen vorzustellen. Das Erlebnis veranlasste ihn zudem zur Komposition des Quintetts Nr. 15 in c-Moll „De la balle“ („Kugelquintett“). 1846 dirigierte Felix Mendelssohn beim Niederrheinischen Musikfest in Aachen in Onslows Anwesenheit die Ouvertüre von dessen Oper Le Colporteur ou l’Enfant du Bûcheron. 1847 weilte Onslow in Köln, wo in mehreren Konzerten ihm zu Ehren mehrere seiner Werke (u. a. seine 4. Symphonie) mit großem Erfolg aufgeführt wurden.
Die letzten Lebensjahre Onslows waren von zunehmenden Depressionen und Selbstzweifeln überschattet, die noch dadurch verstärkt wurden, dass seine Werke von der sich entwickelnden Begeisterung für sein Vorbild Beethoven langsam aus dem Konzertleben verdrängt wurden. 1850 komponierte der 66-Jährige sein letztes Werk, das  Klaviertrio op. 83. Drei Jahre später starb er.

## Stil
Stilistisch wie formal erkennt man in Onslows Werken deutliche Bezüge zur Wiener Klassik, besonders zu Beethoven. Seine Werke zeichnen sich durch vollendete Formschönheit und gewandte Kontrapunktik aus. Onslow ist der wichtigste Kammermusik-Komponist Frankreichs in der ersten Hälfte des 19. Jahrhunderts. Seine Symphonien, die ihn als neben Hector Berlioz bedeutendsten französischen Symphoniker der Zeit zeigen, weisen in einigen Details bereits auf die entsprechenden Werke späterer Meister wie  Camille Saint-Saëns voraus.

## Werke

### Kammermusik
- 36 Streichquartette
- 34 Streichquintette
- 10 Klaviertrios
- 3 Klavierquintette (Klavier u. Streicher)
- 2 Sextette (Klavier u. Bläser)
- 1 Septett (Klavier u. Bläser)
- 1 Nonett (Streicher u. Bläser)
- 1 Bläserquintett
- 3 Cellosonaten (Klavier u. Violoncello)

### Orchesterwerke
- Symphonie Nr. 1 A-Dur op. 41 (1831)
- Symphonie Nr. 2 d-Moll op. 42 (1831)
- Symphonie Nr. 3 f-Moll o.op. (1833, Bearbeitung des Streichquintetts op. 32 [1826])
- Symphonie Nr. 4 G-Dur op. 71 (1846)

### Opern
- Les deux Oncles (Opéra, um 1806)
- L’Alcade de la Véga (Drame lyrique, 1822/24)
- Le Colporteur ou l’Enfant du Bûcheron (Opéra-comique, 1826)
- Guise ou les États de Blois (Drame lyrique, 1835/36)

### Vollständiges Werkverzeichnis
Werke ohne Opuszahlen
- 6 Stücke für Klavier
- Allegro agitato für Klavier in g-Moll. 1844 (unveröffentlicht)
- Allegro agitato für Klavier in b-Moll. 1844 (unveröffentlicht)
- Allegro moderato in F. 1844 (unveröffentlicht)
- Andante für Klavier. 1824
- Andantino con moto für Klavier in e-Moll. 1844 (unveröffentlicht)
- Andantino für Oboe und Klavier. 1843 (unveröffentlicht)
- Ave Maria für 4 Stimmen. 1838
- Caïn maudit ou la Mort d’Abel. Scène dramatique [für Bariton und Orchester]. 1845
- Fantaisie für Klavier über l’Ange Gardien. 1849
- Guise ou les États de Blois. Drame lyrique. 1835–36
- L’Alcade de la Vega. Drame lyrique. 1822–24
- La Jeune grecque. Couplets mit Chor. 1826
- Le Colporteur ou l’Enfant du Bûcheron. Opéra comique. 1826
- Le Dante dans le Paradis. Ballade vocale – [ca. 1835] (unveröffentlicht)
- Le Garde du corps. Romance. 1815
- Le Premier baron chrétien. Romance [ca. 1829]
- Le Printemps. Nocturne vocal. [ca. 1825]
- Les deux Oncles. Opéra. 1806 (unveröffentlicht)
- Les Regrets! Romance.
- Mijmering für Klavier. 1844 – Nur teilweise veröffentlicht.
- Trio-Stück. 1841 (unveröffentlicht)
- Klaviersonate [Nr. 2]. [ca. 1806] (unveröffentlicht)
- Symphonie Nr. 3. 1833/34

Werke mit Opuszahlen
- Opus 1 (3 Streichquintette). 1806
- Opus 2 (Klaviersonate). 1806
- Opus 3 (3 Trios für Klavier, Violine und Violoncello). 1806
- Opus 4 (3 Streichquartette). 1806
- Opus 5 (Airs écossais für Klavier). 1810
- Opus 6 (Toccata für Klavier). 1810
- Opus 7 (Sonate für Klavier zu 4 Händen). 1811
- Opus 8 (3 Streichquartette). ca. 1812
- Opus 9 (3 Streichquartette). ca. 1812
- Opus 10 (3 Streichquartette). ca. 1812
- Opus 11 (3 Sonaten für Violine und Klavier). 1816
- Opus 12 (Variations über Charmante Gabrielle für Klavier). 1817
- Opus 13 (Variationen auf Aussitôt que la lumière für Klavier). 1817
- Opus 14 (3 Trios für Klavier, Violine und Violoncello). 1818
- Opus 15 (Sonate für Violine und Klavier). 1819
- Opus 16 (3 Sonaten für Violoncello und Klavier). 1819
- Opus 17 (Streichquintett). 1821
- Opus 18 (Streichquintett). 1821
- Opus 19 (Streichquintett). 1821
- Opus 20 (Trio für Klavier, Violine und Violoncello). 1822
- Opus 21 (3 Streichquartette). 1822
- Opus 22 (Sonate für Klavier zu 4 Händen). 1823
- Opus 23 (Streichquintett). 1823
- Opus 24 (Streichquintett). 1823
- Opus 25 (Streichquintett). 1823
- Opus 26 (Trio für Klavier, Violine und Violoncello). 1824
- Opus 27 (Trio für Klavier, Violine und Violoncello). 1824
- Opus 28 (Thème anglais für Klavier). 1824
- Opus 29 (Sonate für Violine und Klavier). 1824
- Opus 30 (Sextett für Klavier und Bläser). 1825
- Opus 31 (Sonate für Violine und Klavier). 1825
- Opus 32 (Streichquintett). 1826
- Opus 33 (Streichquintett). 1827/28
- Opus 34 (Streichquintett). 1827/28
- Opus 35 (Streichquintett). 1827/28
- Opus 36 (3 Streichquartette). 1828
- Opus 37 (Streichquintett). 1828
- Opus 38 (Streichquintett). 1829
- Opus 39 (Streichquintett). 1830
- Opus 40 (Streichquintett). 1830
- Opus 41 (1. Symphonie). 1830
- Opus 42 (2. Symphonie). 1831
- Opus 43 (Streichquintett). 1832
- Opus 44 (Streichquintett). 1832
- Opus 45 (Streichquintett). 1832
- Opus 46 (3 Streichquartette). 1832/33
- Opus 47 (Streichquartett). 1832/33
- Opus 48 (Streichquartett). 1833
- Opus 49 (Streichquartett). 1833
- Opus 50 (Streichquartett). 1833
- Opus 51 (Streichquintett). 1834
- Opus 52 (Streichquartett). 1834
- Opus 53 (Streichquartett). 1834
- Opus 54 (Streichquartett). 1834
- Opus 55 (Streichquartett). 1834
- Opus 56 (Streichquartett). 1834
- Opus 57 (Streichquintett). 1835
- Opus 58 (Streichquintett). 1836
- Opus 59 (Streichquintett). [1837?]
- Opus 60 (Guise arrangiert in 2 Suiten für Streichquartett). 1837
- Opus 61 (Streichquintett). [1837?]
- Opus 62 (Streichquartett). 1841
- Opus 63 (Streichquartett). 1841
- Opus 64 (Streichquartett). 1841
- Opus 65 (Streichquartett). 1842
- Opus 66 (Streichquartett). 1843
- Opus 67 (Streichquintett). 1843
- Opus 68 (Streichquintett). 1844
- Opus 69 (Streichquartett). 1845/46
- Opus 70 (Quintett für Klavier und Streicher). 1846
- Opus 71 (4. Symphonie). 1846
- Opus 72 (Streichquintett). 1847/48
- Opus 73 (Streichquintett). 1847/48
- Opus 74 (Streichquintett). 1847/48
- Opus 75 (Streichquintett). 1847/48
- Opus 76 (Quintett für Klavier und Streicher). 1848
- Opus 77 (Nonett für Bläser und Streicher). 1848
- Opus 77 bis (Sextett für Bläser und Streicher). 1848
- Opus 78 (2 Streichquintett2). 1848
- Opus 79 (Septett für Klavier, Bläser und Kontrabass). 1849
- Opus 79 bis (Quintett für Klavier und Streicher). 1849
- Opus 80 (Streichquintett). 1849/50
- Opus 81 (Bläserquintett). 1850
- Opus 82 (Streichquintett). 1850
- Opus 83 (Trio für Klavier, Violine und Violoncello). 1851